# Ухена
Ухена (ісп. Ugena) — муніципалітет в Іспанії, у складі автономної спільноти Кастилія-Ла-Манча, у провінції Толедо. Населення — 5120 осіб (2010).
Муніципалітет розташований на відстані близько 32 км на південний захід від Мадрида, 35 км на північ від Толедо.
На території муніципалітету розташовані такі населені пункти: (дані про населення за 2010 рік)
- Ухена: 3700 осіб
- Паломінос-Мімосас: 281 особа
- Пендон-Прадільйо-Топо: 871 особа
- Торрехонсільйо-де-лос-Ігос: 232 особи
- Вінья-Гранде: 36 осіб

## Демографія
Динаміка населення (INE ):

## Галерея зображень

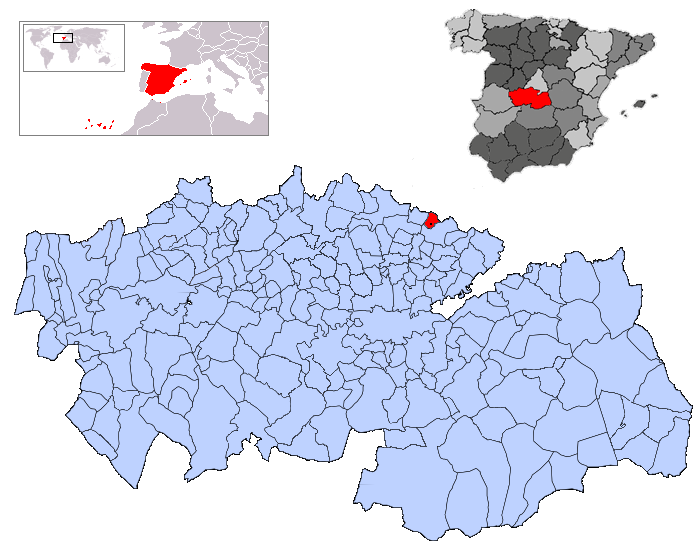
Розташування муніципалітету у провінції Толедо